# Eliminatórias para o Campeonato Africano das Nações de 2025 – Grupo H
O Grupo H das Eliminatórias para o Campeonato Africano das Nações de 2025 foi um dos doze grupos que definiram as equipes que se classificaram para o Campeonato Africano das Nações de 2025. Participaram quatro seleções: RD Congo, Guiné, Etiópia e Tanzânia.

## Classificação
| Pos | Equipe   | Pts | J | V | E | D | GP | GC | SG | Classificado                           |  |     |     |     |     |
| --- | -------- | --- | - | - | - | - | -- | -- | -- | -------------------------------------- |  | --- | --- | --- | --- |
| 1   | RD Congo | 12  | 6 | 4 | 0 | 2 | 7  | 3  | +4 | Campeonato Africano das Nações de 2025 |  | —   | 1–0 | 1–0 | 1–2 |
| 2   | Tanzânia | 10  | 6 | 3 | 1 | 2 | 5  | 4  | +1 | Campeonato Africano das Nações de 2025 |  | 0–2 | —   | 1–0 | 0–0 |
| 3   | Guiné    | 9   | 6 | 3 | 0 | 3 | 9  | 5  | +4 | Eliminado                              |  | 1–0 | 1–2 | —   | 4–1 |
| 4   | Etiópia  | 4   | 6 | 1 | 1 | 4 | 3  | 12 | −9 | Eliminado                              |  | 0–2 | 0–2 | 0–3 | —   |

## Partidas
| 4 de setembro de 2024 | Tanzânia | 0 – 0     | Etiópia | Estádio Nacional Benjamin Mkapa, Dar es Salaam |
| 19:00 (UTC+3)         |          | Relatório |         | Árbitro: SEN Issa Sy                           |

| 6 de setembro de 2024 | RD Congo    | 1 – 0     | Guiné | Estádio dos Mártires de Pentecostes, Quinxassa |
| 17:00 (UTC+1)         | Kayembe 27' | Relatório |       | Árbitro: EGY Mohamed Adel                      |

| 9 de setembro de 2024 | Etiópia | 0 – 2     | RD Congo                  | Estádio Nacional Benjamin Mkapa, Dar es Salaam (Tanzânia) |
| 22:00 (UTC+3)         |         | Relatório | Bongonda 62' · Mayele 76' | Árbitro: ALG Lahlou Benbraham                             |

| 10 de setembro de 2024 | Guiné    | 1 – 2     | Tanzânia              | Estádio de Iamussucro, Iamussucro (Costa do Marfim) |
| 16:00 (UTC+0)          | Bayo 57' | Relatório | Salum 61' · Yahya 88' | Árbitro: BFA Jean Ouattara                          |

| 10 de outubro de 2024 | RD Congo         | 1 – 0     | Tanzânia | Estádio dos Mártires de Pentecostes, Quinxassa |
| 17:00 (UTC+1)         | Mzize 53' (g.c.) | Relatório |          | Árbitro: ZAM Hillary Hambaba                   |

| 12 de outubro de 2024 | Guiné                                      | 4 – 1     | Etiópia     | Estádio Olímpico de Ebimpé, Abidjã (Costa do Marfim) |
| 16:00 (UTC+0)         | Guirassy 18' (pen), 37', 45+2' · Cissé 48' | Relatório | Markneh 53' | Árbitro: CIV Clement Kpan                            |

| 15 de outubro de 2024 | Tanzânia | 0 – 2     | RD Congo        | Estádio Nacional Benjamin Mkapa, Dar es Salaam |
| 16:00 (UTC+3)         |          | Relatório | Elia 87', 90+3' | Árbitro: MOZ Celso Alvação                     |

| 15 de outubro de 2024 | Etiópia | 0 – 3     | Guiné                               | Estádio Olímpico de Ebimpé, Abidjã (Costa do Marfim) |
| 19:00 (UTC+0)         |         | Relatório | Guirassy 16', 23' (pen) · Touré 19' | Árbitro: ALG Mustapha Ghorbal                        |

| 16 de novembro de 2024 | Etiópia | 0 – 2     | Tanzânia              | Estádio dos Mártires de Pentecostes, Quinxassa (República Democrática do Congo) |
| 17:00 (UTC+1)          |         | Relatório | Msuva 15' · Salum 31' | Árbitro: SSD Ring Malong                                                        |

| 16 de novembro de 2024 | Guiné          | 1 – 0     | RD Congo | Estádio Olímpico de Ebimpé, Abidjã (Costa do Marfim) |
| 19:00 (UTC+0)          | Guirassy 90+2' | Relatório |          | Árbitro: EGY Amin Omar                               |

| 19 de novembro de 2024 | Tanzânia  | 1 – 0     | Guiné | Estádio Nacional Benjamin Mkapa, Dar es Salaam |
| 16:00 (UTC+3)          | Msuva 61' | Relatório |       | Árbitro: ZIM Brighton Chimene                  |

| 19 de novembro de 2024 | RD Congo          | 1 – 2     | Etiópia                 | Estádio dos Mártires de Pentecostes, Quinxassa |
| 17:00 (UTC+1)          | Batubinsika 90+2' | Relatório | Desta 36' · Nasir 90+6' | Árbitro: CPV Leonidas Lenine da Graça          |